# برگبی
برگبی (به سوئدی: Bergby) یک منطقه مسکونی است که در بخش یوله شهرستان یولبوری در کشور سوئد واقع شده است. جمعیت برگبی در پایان سال ۲۰۱۰ بالغ بر ۸۱۶ نفر بوده است.